# Slavolok Porta Nova
Slavolok Porta Nova (portugalsko Arco da Porta Nova) je baročni in neoklasicistični obok, ki ga je zasnoval André Soares v poznem 18. stoletju v civilni župniji Sé, občina Braga, na severu Portugalske. Slavolok, ki krasi zahodni vhod v srednjeveško obzidje mesta, je bil odprt leta 1512 in se tradicionalno uporablja za podelitev ključev mesta dostojanstvenikom in slavnim osebam.

## Zgodovina
Kralj Ferdinand I. Portugalski je bil tisti, ki je okoli leta 1373 dokončal obzidje mesta Braga, projekt, ki se je začel med vladavino njegovega predhodnika kralja Denisa, projekt, ki je zahteval Torre da Porta Nova (stolp novih mestnih vrat).
Okoli leta 1505 in vse do leta 1532 je nadškof Diogo de Sousa zaposlil ljudi pri gradnji Porta Nova (Novih vrat). Ta gradbeni projekt je vključeval fazo obnove stolpa okoli leta 1512.
Nekje v 17. stoletju je nadškof José de Bragança ukazal rekonstrukcijo vrat Porta Nova, da bi vključili razširitev rokokojske dekoracije. Kot del gradnje (1772–1773) je bil kip, ki predstavlja mesto Braga, odstranjen iz Edifício das Arcadas in nameščen na lok novih vrat (približno leta 1772). Naslednje leto je nadškof (Gaspar de Bragança) ukazal preoblikovanje stolpa Porta Nova v slavolok v baročnem slogu.
Zgodovinski slavolok je občina v 20. stoletju uporabljala za promocijske in trženjske akcije, vključno z És de Braga, não fechas as portas (Ti si iz Brage, ne zapiraj svojih vrat) in Vai abaixo de Braga (Come under Braga) med drugim.

## Arhitektura
Zaklenjena so v urbano okolje, znotraj ene od glavnih mestnih magistralnih cest, v prehodnem prostoru med Campo das Hortas in Rua Diogo de Sousa. So med stavbami s tremi do petimi nadstropji, ki so večinoma komercialne trgovine v glavnem nadstropju in stanovanja v zgornjih nadstropjih. V neposredni bližini je srednjeveški stolp, v katerem je danes Museu de Imagem, slavolok pa predstavlja glavni vhod v srednjeveško mesto.
Dvojna dekorativna kompozicija na obeh straneh ima baročno zahodno fasado in pojavno neoklasicistično vzhodno fasado, ki poudarja številne obraze oblikovalca Andréja Soaresa. Zahodna faseta s svojo prekinjeno zaobljeno ločno fasado je baročni lok, obdan s štirimi pilastri in kronan s podstavki s piramidastimi fialami. Prekinjeno ukrivljeno obokano fasado krasi grb nadškofa Gasparja iz Bragançe, nad katerim je alegorična figura mesta Braga. Vzhodno fasado s samo dvema reliefnima pilastroma prekriva podoba Nossa Senhora da Nazaré (Naše Gospe iz Nazareta) v vdolbini niši.